# Shoals (Indiana)
Shoals – miasto w Stanach Zjednoczonych, w stanie Indiana, siedziba administracyjna hrabstwa Martin.